# Тельксиопа
Тельксиопа (Тельксиноя, Телксиноя, Тельксиное, Тельксиноэ) (др.-греч. Θελξινόη — «очаровывающая разум») — в греческой мифологии одна из четырёх беотийских старших муз, — муза соблазнения.

## Происхождение
Согласно Цицерону, отцом Тельксиопы, а также других из четырёх «старших муз» (Аэды, Архи и Мелеты) являлся Юпитер второй — сын Неба и отец Минервы. Тельксиопа относится к первому поколению муз; второе поколение из девяти муз произошло, по Цицерону, от Юпитера третьего и Мнемосины, а третье (пиериды или пиерии) — тоже девять муз с теми же именами — родились от Пиерона и Антиопы. По словам Арнобия, греческий историк и мифограф Мнасей тоже говорил о том, что муз было четыре и что они являются дочерями Земли (Telluris) и Неба (Caeli).
Имя Тельксиопы обнаружено также на греческих вазах рядом с именами муз Стесихоры и Хороники.
Византиец Иоанн Цец, в комментариях к поэмам Гесиода, говоря о музах приводит их каноническое число (девять), но даёт им другие имена, одно из которых имя Тельксинои («Каллихорэ, Гелике, Евнике, Тельксиноэ, Терпсихора, Евтерпэ, Энкеладэ, Диа, Энопэ»).

## В астрономии
В честь Тельксиопы назван спутник планеты Юпитер — Тельксиное (Юпитер XLII).